# تیلدن (نبراسکا)
تیلدن(به انگلیسی: Tilden) شهری در ایالت نبراسکا کشور ایالات متحده آمریکا است که جمعیت آن در سرشماری سال ۲۰۱۰ میلادی، ۹۵۳ نفر بوده‌است.